# Sciara townesi
Sciara townesi är en tvåvingeart som beskrevs av Shaw 1935. Sciara townesi ingår i släktet Sciara och familjen sorgmyggor.
Artens utbredningsområde är South Carolina. Inga underarter finns listade i Catalogue of Life.